# Recaș

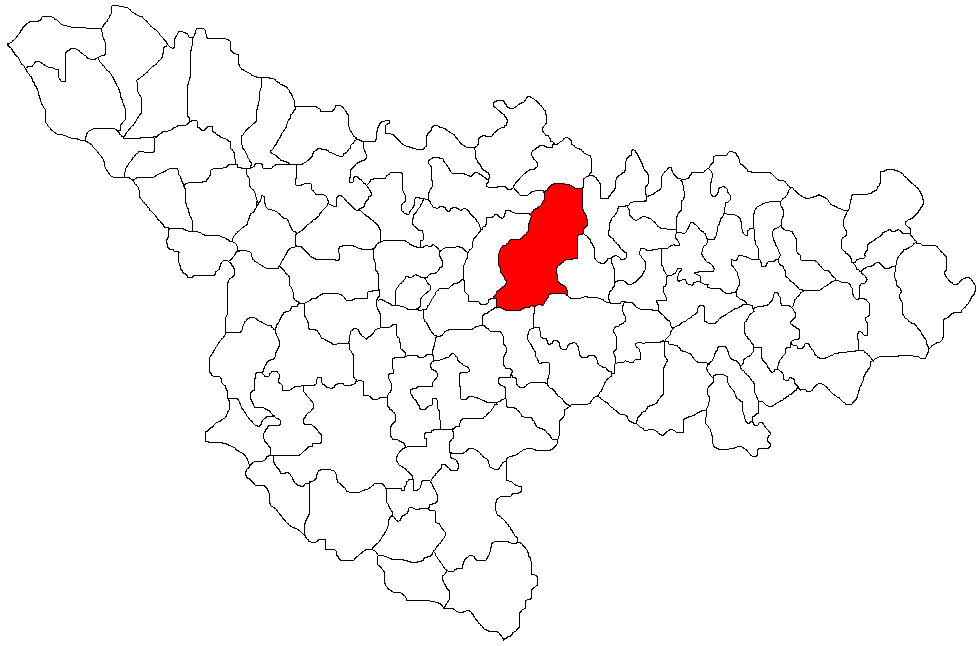
Lage von Recaș im Kreis Timiș

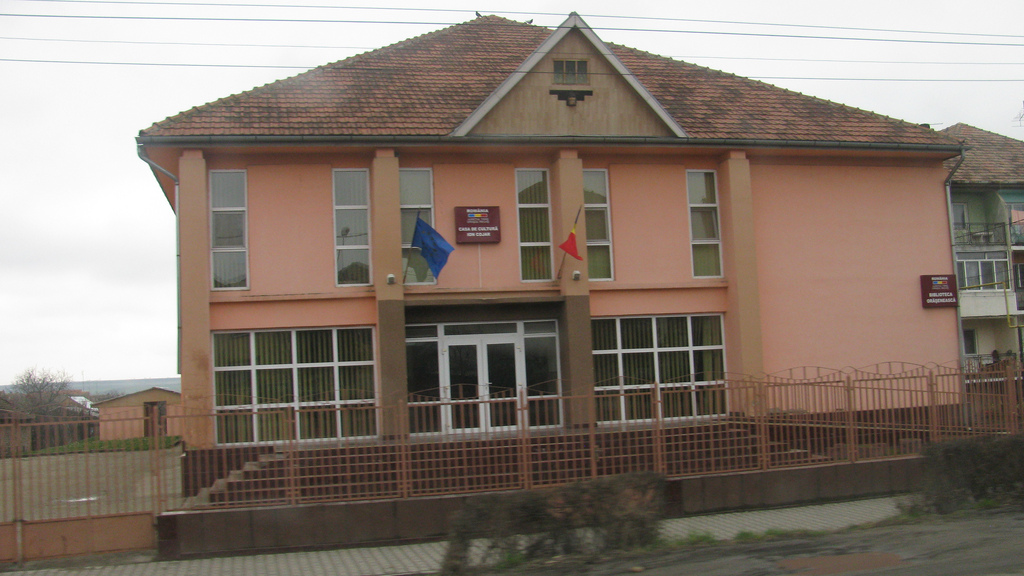
Kulturhaus

Recaș (deutsch Rekasch, ungarisch Temesrékás, serbokroatisch Рекаш Rekaš) ist eine Kleinstadt im Kreis Timiș in der Region Banat in Rumänien.

## Geographische Lage
Recaș liegt im Hügelland des Banats, am rechten Begaufer. Die Kreishauptstadt Timișoara befindet sich etwa 25 km südwestlich, bis zum Flughafen Timișoara sind es 20 km.

## Nachbargemeinden
| Pișchia      | Bogda                                       | Brestovăț       |
| Remetea Mare | Kompassrose, die auf Nachbargemeinden zeigt | Topolovățu Mare |
| Moșnița Noua | Chevereșu Mare                              | Racovița        |

## Geschichte
Recaș wurde erstmals zu Beginn des 14. Jahrhunderts unter dem Namen Rygachteluke urkundlich belegt; über das genaue Jahr gibt es verschiedene Angaben. Der Ort gehörte damals zum Königreich Ungarn. Die ersten Bewohner waren wohl Slawen. Später kamen Walachen und Ungarn hinzu. Recaș war zunächst im Besitz verschiedener ungarischer Adelsfamilien. 1470 erhielt es den Status eines Marktfleckens und hatte den Charakter einer Stadt. In dieser Zeit existierte wahrscheinlich eine Festung. 1514 flüchteten die örtlichen Gutsbesitzer vor dem Bauernaufstand unter György Dózsa nach Temesvar. Vermutlich 1551 wurde Recaș von den Türken erobert. Danach kam es zu einer nahezu vollständigen Entvölkerung des Ortes. Um 1650 siedelten sich Schokatzen an. 1718 gelangten durch den Frieden von Passarowitz das Banat und damit auch Recaș an Österreich-Ungarn. Ab 1724 wurden auf Veranlassung des Gouverneurs Claudius Florimund Mercy in größerer Anzahl Deutsche in Recaș angesiedelt; die Mehrheit von ihnen stammte aus Süd- und Westdeutschland. Sie prägten den Ort etwa 200 Jahre lang und stellten bis etwa 1900 die absolute Mehrheit der Dorfbewohner. Zu Beginn des 20. Jahrhunderts wanderten viele von ihnen nach Amerika aus. Im Vertrag von Trianon 1920 wurde Recaș ein Teil Rumäniens. Nach dem Zweiten Weltkrieg nahm durch Flucht und Auswanderung nach Deutschland die Zahl der deutschen Bewohner weiter ab; im Gegenzug wanderten viele Rumänen aus anderen Landesteilen ein.
Infolge des Waffen-SS Abkommens vom 12. Mai 1943 zwischen der Antonescu-Regierung und Hitler-Deutschland wurden alle deutschstämmigen wehrpflichtigen Männer in die deutsche Armee eingezogen. Noch vor Kriegsende, im Januar 1945, fand die Deportation aller volksdeutschen Frauen zwischen 18 und 30 Jahren und Männer im Alter von 16 bis 45 Jahren zur Aufbauarbeit in die Sowjetunion statt.
Das Bodenreformgesetz vom 23. März 1945, das die Enteignung der deutschen Bauern in Rumänien vorsah, entzog der ländlichen Bevölkerung die Lebensgrundlage. Der enteignete Boden wurde an Kleinbauern, Landarbeiter und Kolonisten aus anderen Landesteilen verteilt. Ab 1949 wurde die Kollektivierung der Landwirtschaft schrittweise eingeleitet. Durch das Nationalisierungsgesetz vom 11. Juni 1948, das die Verstaatlichung aller Industrie- und Handelsbetriebe, Banken und Versicherungen vorsah, fand die Enteignung aller Wirtschaftsbetriebe unabhängig von der ethnischen Zugehörigkeit statt.
2004 wurde Recaș zur Stadt ernannt.

## Wirtschaft
Die wichtigsten Wirtschaftszweige sind die Landwirtschaft, insbesondere der Weinbau, die Pferdezucht und die Lebensmittelindustrie.
Recaș ist vor allem für seine Qualitätsweine im In- und Ausland bekannt. Das dortige Weinbaugebiet ist das größte Weinbaugebiet im Banat. Die Weinkeller sind mit der höchsten Technik ausgestattet und haben ein Fassungsvermögen von 7 Millionen Liter Wein. Das Weinbaugebiet um Recaș hat eine jahrhundertealte Tradition. Die Weine entsprechen den europäischen Qualitätsnormen und können mit den großen Weinbauern der Welt konkurrieren. Das Weinbaugebiet hat eine Fläche von 700 Hektar, davon sind 150 Hektar mit Tafeltrauben und 550 Hektar mit Weintrauben bebaut. Die Weine haben über 100 Gold- und Silbermedaillen bei in- und ausländischen Wettbewerben erhalten und werden weltweit exportiert, so in die USA, nach Kanada, Australien, Deutschland, Österreich, England, Frankreich, Spanien.
Das zur Stadt Recaș gehörende Dorf Izvin ist durch seine Pferdekoppel bekannt. Die Pferdezucht aus Izvin hat 350 reinrassige Pferde, vor allem der Rasse Nonius. Die größte Trabrennbahn Rumäniens befindet sich in Temeswar. Die Rennpferde kommen aus der Izviner Zucht.

## Bevölkerung
1880 wurden auf dem Gebiet der heutigen Stadt 10.332 Einwohner registriert, darunter 3769 Rumänen, 3759 Serben (einschließlich Schokatzen), 2109 Deutsche, 568 Ungarn und 101 Slowaken. Bereits 1910 wurde mit 13.237 die maximale Bevölkerungszahl registriert, die danach wieder tendenziell rückläufig war. Bei der Volkszählung 2002 lebten in der Stadt 8560 Personen, darunter 6514 Rumänen, 936 Ungarn, 581 Serben, 253 Roma, 119 Kroaten, 116 Deutsche, 21 Ukrainer und 17 Slowaken. Davon wohnten 4955 Personen in der eigentlichen Stadt, 3605 in den sechs eingemeindeten Ortschaften.
| 1880 | 10.332 | 3769 | 568  | 2109 | 3886 |
| 1910 | 13.237 | 4765 | 3105 | 2232 | 3135 |
| 1930 | 11.684 | 4653 | 2419 | 1846 | 2766 |
| 1977 | 10.928 | 6562 | 1580 | 923  | 1863 |
| 2002 | 8560   | 6514 | 936  | 116  | 994  |
| 2011 | 8336   | 6423 | 635  | 65   | 356  |
| 2021 | 8347   | 6043 | 298  | 26   | 147  |

## Verkehr
Recaș liegt an einer Nebenbahnstrecke von Lugoj nach Timișoara. In beide Richtungen verkehren derzeit (2009) täglich etwa je acht Nahverkehrszüge. Außerdem bestehen Busverbindungen nach Timișoara. Durch die Stadt führt die Europastraße 70.

## Sehenswürdigkeiten
- Historisches Museum